# 謝爾登鎮區 (伊利諾伊州易洛魁縣)
謝爾登鎮區（英語：Sheldon Township）是位於美國伊利諾伊州易洛魁縣的一個行政鎮區。

## 地方資料
根據2010年美國人口普查的數據，謝爾登鎮區的面積為102.70平方千米，當中陸地面積為102.70平方千米，而水域面積為0.00平方千米。當地共有人口1300人，而人口密度為每平方千米12.66人。